# Saint-Eugène (Saona e Loira)
Saint-Eugène è un comune francese di 180 abitanti situato nel dipartimento della Saona e Loira nella regione della Borgogna-Franca Contea.

## Società

### Evoluzione demografica
Abitanti censiti